# Polyommatus myrrha
Polyommatus myrrha is een vlinder uit de familie van de Lycaenidae. De wetenschappelijke naam van de soort is voor het eerst gepubliceerd in 1979 door Herrich-Schäffer.

## Ondersoorten
- Polyommatus myrrha myrrha Herrich-Schäffer, 1843
- Polyommatus myrrha cinyraea (Nekrutenko & Effend, 1979) (Armenië)
- Polyommatus myrrha araxiana (Koçak, 1980) (Kars)
- Polyommatus myrrha noacki (Koçak, 1980) (omgeving Vanmeer)

## Verspreiding
De soort komt voor in Turkije en Armenië.